# Michael Gaston
Michael Gaston (Walnut Creek (Californië), 5 november 1962) is een Amerikaans acteur.

## Biografie
Gaston begon in 1993 met acteren in de film Xi yan. Hierna heeft hij nog meer dan 100 rollen gespeeld in films en televisieseries, zoals Hackers (1995), The Crucible (1996), Thirteen Days (2000), Deadline (2000–2001), Blind Justice (2005), Jericho (2006–2008), Law & Order (1994–2009), Damages (2007–2010) en The Mentalist (2010–2011).
Gaston is ook actief in het theater, hij speelde tweemaal op Broadway. In 2003 speelde hij in het toneelstuk A Day in the Death of Joe Egg als Freddie, en in 2013 speelde hij in het toneelstuk Lucky Guy  als Jim Dwyer. Hiernaast speelde hij diverse rollen in off-Broadway theaters.
Gaston is getrouwd en heeft hieruit twee kinderen.

## Filmografie

### Films
Selectie:
- 2020: Spenser Confidential - als kapitein Boylan
- 2015: First Reformed - als Balq
- 2015: Bridge of Spies – Williams
- 2010: Inception – immigratie medewerker
- 2009: Hurricane Season – Frank Landon
- 2008: W. – generaal Tommy Franks
- 2005: Runaway – Jesse Adler
- 2005: Stay – sheriff Kennely
- 2002: Far from Heaven – Stan Fine
- 2002: High Crimes – Lucas Waldron
- 2000: Thirteen Days – kapitein van USS Pierce
- 2000: Bless the Child – rechercheur Frank Bugatti
- 1997: Cop Land – detective van interne zaken
- 1996: The Crucible – marshal Herrick
- 1996: Ransom – agent Jack Sickler
- 1995: Sudden Death – Hickey
- 1995: Hackers – agent Bob

### Televisieseries
Uitgezonderd eenmalige gastrollen.
- 2025: Daredevil: Born Again - als Chief Gallo (4 afl.)
- 2023: Mayor of Kingstown - als Morass (2 afl.)
- 2022: Fleishman Is in Trouble - als dr. Donald Bartuck (2 afl.)
- 2022: Chicago P.D. - als chief Patrick O'Neal (7 afl.)
- 2022: Five Days at Memorial - als Arthur 'Butch' Schafer (8 afl.)
- 2020-2021: For Life - als Liam McClinchey (2 afl.)
- 2020: The Expecting - als Ted (3 afl.)
- 2015–2020: Blindspot – Thomas Carter (8 afl.)
- 2017-2020: Power – rechter Tapper (6 afl.)
- 2019: Treadstone - als Dan Levine (8 afl.)
- 2018-2019: Strange Angel - als Virgil Byrne (15 afl.)
- 2015–2018: The Man in the High Castle – Mark Sampson (13 afl.)
- 2018: Jack Ryan - als president Pickett (2 afl.)
- 2017: Madam Secretary – Hugh Haymond (5 afl.)
- 2014–2017: The Leftovers – Dean (12 afl.)
- 2016: Murder in the First – Alfred Arkin (10 afl.)
- 2016: Designated Survivor – gouverneur John Royce (2 afl.)
- 2014–2015: The Good Wife – Ernie Nolan (2 afl.)
- 2014: TURN – generaal Scott (5 afl.)
- 2010–2013: The Mentalist – Gale Bertram (17 afl.)
- 2009–2013: Mad Men – Burt Peterson (4 afl.)
- 2012–2013: Last Resort – Barton Sinclair (5 afl.)
- 2007–2012: Damages – Roger Kastle (8 afl.)
- 2011–2012: Unforgettable – Mike Costello (22 afl.)
- 2010: Terriers – Ben Zeitlin (4 afl.)
- 2010: Rubicon – Donald Bloom (4 afl.)
- 2010: 24 – generaal David Brucker (2 afl.)
- 2009: Raising the Bar – ?? (2 afl.)
- 2009: Fringe – Sanford Harris (4 afl.)
- 2006–2008: Jericho – Gray Anderson (19 afl.)
- 2006: Brotherhood – Mr. Speaker (4 afl.)
- 2005: Prison Break – Quinn (2 afl.)
- 2005: Blind Justice – luitenant Gary Fisk (13 afl.)
- 2001–2003: Ed – Frank Kerwin (2 afl.)
- 2002: Ally McBeal – Mark Horrace (2 afl.)
- 2000–2001: Deadline – Walter (5 afl.)
- 2000: Now and Again – loco burgemeester (2 afl.)
- 1997–1998: Profiler – Art Behar

- Library of Congress Control Number: no00100564
- Virtual International Authority File: 36471125
- WorldCat: E39PBJmxY7FPk4vkRcvXr7GGpP